# مسجد جامع رضوانشهر
مسجد جامع رضوانشهر مربوط به اواخر دوره قاجار است و در شهرستان رستاق، بخش مرکزی، دهستان رستاق، شهر رضوانشهر واقع شده و این اثر در تاریخ ۷ اسفند ۱۳۸۶ با شمارهٔ ثبت ۲۱۷۰۶ به‌عنوان یکی از آثار ملی ایران به ثبت رسیده است.